# Parafia św. Judy Tadeusza w Krasnem
Parafia św. Judy Tadeusza w Krasnem – parafia rzymskokatolicka znajdująca się w archidiecezji przemyskiej w dekanacie Sieniawa.

## Historia
Krasne powstało w XVIII wieku. W 1937 roku z inicjatywy ks. Stanisława Szpetnara pochodzącego z Kolonii Polskiej rozpoczęto budowę murowanego kościoła, ale II wojna światowa przerwała prace. W latach 1951–1955 ukończono budowę, a 9 czerwca 1955 roku kościół został poświęcony przez bpa Franciszka Bardę. 
30 kwietnia 1957 roku została erygowana ekspozytura w Krasnem, z wydzielonego terytorium parafii Majdan Sieniawski.
Na terenie parafii jest 1 750 wiernych (w tym: Krasne – 250, Adamówka – 1 250, Dobcza – 150, Pawłowa – 100).
Proboszczowie parafii:
1957–1959. ks. Kazimierz Haligowski (ekspozyt).
1959–1967. ks. Eugeniusz Hajduk (ekspozyt).
1967–2000. ks. Jan Długoń.
2000– nadal ks. Stefan Nogaj.

## Kościół filialny
W 1909 roku w Adamówce zbudowano drewnianą kaplicę pw. Matki Bożej Różańcowe, której od 1952 roku odprawiano msze święte dwa razy w miesiącu. Od 1967 roku odprawiano msze święte niedzielne. W 1977 roku uzyskano pozwolenie na rozbudowę kaplicy, którą w 1978 roku rozbudowano.
W latach 2002–2008 zbudowano murowany kościół filialny, który 9 listopada 2008 roku został konsekrowany przez abpa Józefa Michalika pw. Matki Bożej Królowej Rodzin.